# Jean Nicolas de Monard
Jean Baptiste Nicolas de Monard (* 19. Oktober 1750 in Charleville-Mézières; † 30. Dezember 1831 in Autun) war ein französischer Général de brigade der Ersten Französischen Republik und des Ersten Kaiserreichs.

## Leben
Monard begann 1763 seine militärische Laufbahn in einem Kavallerieregiment. Im Jahre 1792 wurde er Colonel im 5e regiment de chasseurs á cheval. Aufgrund seiner Verdienste während der Kanonade bei Valmy wurde er 1793 zum Général de brigade befördert. Im September 1793 wurde er der Kooperation mit General Jean-Nicolas Houchard bezichtigt, der aufgrund einer militärischen Niederlage wegen Hochverrats hingerichtet wurde. Erst im Juni 1799 nahm er seinen Dienst beim Militär wieder auf. 1803 war er Chef-Inspekteur der Truppen, die Napoleon für die Invasion von England sammelte. 1806 wurde Monard beauftragt die Grenzkonflikte zwischen Napoleons Verbündeten Baden und Württemberg zu regeln. 1815 beendete er seine militärische Laufbahn und zog sich auf sein Schloss im Département Côte-d’Or zurück.

## Ehrungen
Am 18. Juni 1789 wurde er zum Chevalier des Ordre royal et militaire de Saint-Louis ernannt. Am 3. Dezember 1806 erhielt Monard vom Großherzogtum Baden das Kommandeurskreuz des badischen Hausordens der Treue (Ordre de la Fidélité), womit seine Unterstützung beim Grenzstreit mit Württemberg honoriert wurde.
Am 24. August 1814 wurde er zum Offizier der Ehrenlegion ernannt, deren Ritter er bereits 1804 geworden war.

## Weblink
- Abdruck der Rede von Monard anlässlich der Übergabe des Breisgaus an Baden. In: Allgemeines Intelligenz- oder Wochen-Blatt für das Land Breisgau und die Ortenau (AIB); Nr. 33 vom 23. April 1806; S. 259–264 bei der UB Freiburg